# Aloisia Weis
Aloisia Weis (* 13. März 1960) ist eine ehemalige deutsche Fußballspielerin.

## Karriere
Als die Frauenfußballmannschaft des FC Bayern München im 20. Jahr ihres Bestehens und mit dem 19. Meistertitel in der seinerzeit zweitklassigen Bayernliga die beste Mannschaft des Bayerischen Fußball-Verbandes stellte, ihre Aufstiegspremiere in die neu geschaffene, seinerzeit noch zweigleisige Bundesliga mit Aufnahme des Spielbetriebes mit der Saison 1990/91 hatte, gehörte Aloisia Weis dieser an. Im Alter von 30 Jahren bestritt sie ihr erstes von 15 Saisonspielen am 2. September 1990 beim 1:1-Unentschieden im Heimspiel gegen den VfR 09 Saarbrücken.